# عباس أباد خراساني (نغار بردسير)
عباس أباد خراساني (بالفارسية: عباس‌آباد خراسانی) هي قرية تقع في إيران في البلدة المركزية.